# Радио Мария
«Ра́дио Мари́я» — международная христианская просветительская радиостанция, созданная католиками-активистами Италии  в 1983 году.
Российское отделение «Радио Мария» на территории Российской Федерации является самостоятельным федеральным радиоканалом.

## О радио
«Радио Мария» было основано в 1983 году как приходская радиостанция «Арчелласко д'Эрба» (итал. Arcellasco d’Erba) итальянской провинции Комо.
Целью радио было информирование прихожан и помощь им в молитве через служение Литургии и молитву. В таком виде «Радио Мария» просуществовало до января 1987 года. Именно тогда ради обретения независимости от прихода, а также для проведения широкомасштабной евангелизации было основано общество «Радио Мария», в которое вошли священники и миряне.
С 1990 года программы радиостанции начали транслироваться в других странах, в том числе на русском языке на территории СССР / СНГ (Россия, Украина и др.). Их трансляция стала возможна     благодаря работе волонтёров и финансовым пожертвованиям радиослушателей из разных стран.
В России «Радио Мария» заполняет около 30 % эфирного времени передачами религиозного содержания, трансляцией богослужений (католических и православных), 30 % — передачами культурной тематики, 30 % — передачами, затрагивающими социальные сферы, и музыкой.
С 2018 года главой русской редакции «Радио Марии» является Станислав Генрихович Козлов-Струтинский.
Слушатели программ по-русски имеют возможность напрямую общаться с руководством радиостанции посредством участия в редакционной передаче «Поговорим о "Радио Мария"».